# 구글 폰트
구글 폰트(Google Fonts, 이전 명칭: 구글 웹 폰트/Google Web Fonts)는 라이선스에서 자유로운 952개의 글꼴 라이브러리이자, CSS와 안드로이드를 통해 글꼴을 편하기 사용할 수 있도록 라이브러리와 API를 둘러보기 위한 상호작용 웹 디렉터리이다.

## 개요
이 디렉터리는 2010년 런칭하고 2011년과 2016년에 개선 처리되었다.
글꼴 대부분은 SIL 오픈 폰트 라이선스 1.1로 배포되며 일부는 아파치 라이선스로 배포된다. 이 둘은 모두 libre(자유) 라이선스이다.
글꼴 라이브러리는 모노타입의 스카이폰트와 어도비의 에지 웹 폰트, 타입킷 서비스를 통해서도 배포된다.

## 필기체 구글 폰트
|                                                                   |
| 위에서부터 우분투폰트(이탤릭체),파리지앵,피뇽,댄싱스크립트 필기체 |

위의 폰트이미지는 잉크스케이프 폰트오브젝트의 드로윙패스처리된 그래픽이다. 폰트이름의 폰트는 노토 폰트(Noto Sanserif CJK KR)이다.
위의 필기체 폰트들은 구글 폰트에 올라가 있는 다른 폰트들처럼 기여자들이 오픈 폰트 라이선스(OFL)로 공개한 작품들이다.